# Fibre alimentare
Fibrele alimentare sunt substanțe incluse în carbohidrați proveniți din alimentele de origine vegetală: fructe, legume, cereale integrale. Acești carbohidrați nu pot fi atacați și digerați de enzimele din tubul digestiv. Ele ajută la stimularea digestiei, reducerea nivelului de colesterol în sânge prevenirea cancerului de colon și controlarea glicemiei. Fibrele alimentare sunt pe post de balast, care se elimină odată cu celelalte reziduuri rezultate din procesul de digestie și de fermentație intestinală. Termenul „fibre alimentare” a fost folosit pentru prima oară de nutriționistul E. H. Hipsley, în anul 1953.
Fibrele vegetale se împart în două mari categorii: solubile și insolubile:
- Fibrele insolubile (celuloza și lignina) au o putere mare de absorbție și se umflă ca un burete după ce ajung în intestin. Ele joacă un rol important în constituirea bolului fecal și în reglarea digestiei.
- Fibrele solubile (pectina și hemiceluloza) nu ajută atât de mult la trecerea alimentelor prin intestin, ci previn sau reduc absorbția unor substanțe în torentul sangvin: rețin intrarea glucozei în sânge, fapt important pentru diabetici și reduc nivelul de colesterol. Când se dizolvă în apă, acest tip de fibre formează o substanță gelatinoasă. Fibrele solubile se găsesc în cantități mari în ovăz, mazăre, fasole, mere, citrice, morcovi, orz și în semințele de psyllium.

În general, se consideră că necesarul de fibre alimentare ar fi de 20-30 g/zi. La 100 g de produs alimentar, rezultă următoarele cantități de fibre: mere 1,42 g, pere 2,44 g, cartofi 2,51 g, varză 2,8 g, pâine neagră 5,11 g, mazăre 6 g, tărâțe 4,4 g. 
Lipsa de fibre din alimentația zilnică, asociată cu sedentarismul, constituie cea mai frecventă cauză a constipației cronice  iar aceasta, la rândul ei, determină modificarea microflorei intestinale și conduce la o mărire a timpului de tranzit intestinal. Sub acțiunea microflorei modificate din cauza lipsei de fibre, în colon se formează resturi de putrefacție care conțin compuși carcinogeni. 
Prezența fibrelor face ca volumul fecal să fie mai mare iar timpul de tranzit intestinal să fie mai redus, ceea ce scade șansele substanțelor mutagene, cancerigene, de a acționa asupra epiteliului intestinal. 